# Невен Мајсторовић
Невен Мајсторовић (Београд, 17. март 1989) је бивши српски одбојкаш. Играо је на позицији примача сервиса и либера.

## Играчка каријера

### Клупска каријера
Мајсторовић је професионалну каријеру започео у Црвеној звезди, са којом је, у сезони 2007/08, освојио Суперлигу Србије. Није се наметнуо као прво рјешење на позицији либера, па је 2009. прешао у редове Јединства из Старе Пазове, клуба који је наступао у другом рангу такмичења. У новој средини се опробао у улози примача сервиса и то прилично успјешно. Већ у првој сезони (2009/10) је изборен пласман у елитни ранг, у ком ће се клуб из Старе Пазове задржати две године.
Невен је, далеко од пажње шире јавности, напорно радио, сазријевао, што није промакло оку Милана Ђуричића који га је 2013. довео у Партизан. Након две сезоне проведене у табору београдских црно-белих, Мајсторовић је прешао у редове пољског прволигаша Чарног Радома. Играо је затим за француски Рен, румунске клубове Галаци и Крајову, пољску Политехнику Лублин а последњу сезону је одиграо у Радничком из Крагујевца након чега је у априлу 2022. завршио играчку каријеру.

### Репрезентативна каријера
Добре игре у једном од најквалитетнијих српских клубова препоручиле су га Игору Колаковићу који га је уврстио на списак репрезентативаца за наступе у 2014. години. Иако је у Партизану играо на позицији примача, селектори српске репрезентације (прво Колаковић, потом и Грбић) су га користили као либера.
Освојио је златну медаљу на Европском првенству 2019. у Француској као и у Светској лиги 2016. у Кракову. Сребрну медаљу има из Светске лиге 2015. у Рио де Жанеиру а бронзану са Европског првенства 2017. у Пољској.